# 염색체 전좌
염색체 전좌는 한 염색체의 일부가 다른 염색체로 옮겨지는 현상이다. 다수의 유전자가 결실되거나 필라델피아 염색체처럼 합쳐진 유전자가 비정상적인 작용을 하면 몸에 이상이 생기지만, 유전자 결실이 없는 경우 본인은 멀쩡하고 2세만 이상해지는 경우도 있다.

## 같이 보기
- 수리과
- 이수성 (생물학)